# Johann Schadowitz
Janko Šajatović, verdeutscht Johann(es) Schadowitz (* 1624 in Žumberak (Sichelberg), Komitat Agram, Königreich Kroatien; † 29. Mai 1704 in Särchen, Oberlausitz), war ein kroatischer Reiter in der Leibkompanie Kroaten zu Ross des Kurfürsten Johann Georg II. von Sachsen. Unter dem nachfolgenden sächsischen Kurfürsten Johann Georg III. wurde Schadowitz Obrist und Brigadechef der gesamten Garde-Kavallerie. Seit 1691 war er Gutsherr von Vorwerk Särchen in der Oberlausitz. Schadowitz gilt als historische Vorlage für die in der Lausitz noch heute populäre sorbische Sagengestalt des Zauberers Krabat.

## Leben

### Herkunft und sächsische Kroaten-Leibgarde

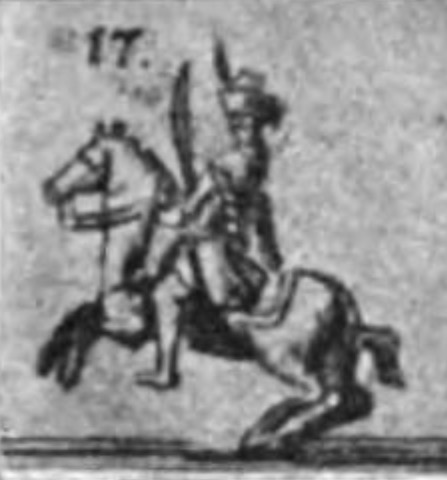
Zeitgenössische Darstellung und Beschreibung eines Kroatischen Reiters in der Leibgarde des sächsischen Kurfürsten bei einer Parade im Jahr 1678: „17. Herr Johann von Peraynsky, Obrist-Lieutenandt von der Leib-Guardie, Cammerherr und Ambts-Hauptmann zu Moritzburg, in einer Leoparden-Haut.“

Geboren in Žumberak (Sichelberg), in dem zum Komitat Agram gehörenden Žumberak-Gebiet, stammte Schadowitz vermutlich aus einer Familie von Uskoken. Die Habsburgermonarchie siedelte Uskoken erstmals im Jahr 1530 in diesem Gebiet an, um den Mitte des 15. Jahrhunderts durch die Türkenkriege entstandenen Bevölkerungsverlust auszugleichen.
Schadowitz gehörte zur 1660 gebildeten „Leib Compagnie Croaten zu Ross“ des Kurfürsten Johann Georg II. von Sachsen. Kommandeur der anfangs 87, später bis zu 150 Mann starken Kompanie war der Rittmeister und spätere Oberstleutnant Graf Janko Peranski († 1689), der für seine Verdienste zum Kammerherrn sowie Amtmann von Moritzburg ernannt wurde. Im Jahr 1680 löste der Sohn und Nachfolger Johann Georgs II., Kurfürst Johann Georg III., diese Einheit aus Kostengründen auf.

### Chef der Garde-Kavallerie
Schadowitz diente weiter im kurprinzlichen Regiment zu Ross, bevor er als Rittmeister zur Garde-Kavallerie (Trabanten-Leibgarde zu Ross) kam und unter anderem im Großen Türkenkrieg (1683–1699) an der Schlacht am Kahlenberg teilnahm. Unter anderem ist belegt, dass er Johann Georg III. begleitete, als dieser vom 4. bis 7. Februar 1688 mit 130 Personen und 15 Pferden Hoyerswerda besuchte. Aufgrund seiner Kriegserfahrung, bewiesenen Tapferkeit in vielen Gefechten und
langen Dienstzeit wurde Schadowitz am 1. Mai 1690 Brigadechef der gesamten kurfürstlichen Garde-Kavallerie. Als solcher führte er im Herbst 1691 beim Leichenzug für Johann Georg III. in Tübingen die kurfürstliche Leibgarde an. Angeblich soll Schadowitz noch kurz vor dem Tod des Kurfürsten für seine Verdienste den Gutshof von Särchen als Altersruhesitz zum Geschenk erhalten haben und geadelt worden sein.

### Pensionierung und Tod
Am 12. Dezember 1691, dem Tag nach der Beisetzung von Johann Georg III. im Freiberger Dom, begab sich sein Nachfolger Johann Georg IV. zu der auf dem Schießplatz aufgestellten Garde-Kavallerie und dankte Schadowitz ab. Der Kurfürst hatte ihm bereits am 24. November 1691 eine monatliche Pension von einhundert Reichstalern bewilligt, die Schadowitz noch am 11. Juni 1694 vom nachfolgenden Kurfürst und König August dem Starken bestätigt wurde. Im Fourierzettel des Jahres 1700 ist Schadowitz unter den Generaladjutanten des Königs aufgelistet. Im Ruhestand erhielt Schadowitz so ein jährliches Deputat in Höhe von mehreren tausend Reichstalern für den Kauf von Speisefisch (Karpfen, Hechte), Landwein, Brennholz und „Pension und Gnadengelder aus der Oberlausitz“. Als praktizierender Katholik soll er fast täglich vom evangelischen Särchen nach Wittichenau gefahren sein, um an der Heiligen Messe teilnehmen zu können. Schadowitz starb am 29. Mai 1704 im Alter von 80 Jahren. Er wurde am 2. Juni 1704 nach einer Leichenpredigt im Presbyterium, beim Wandlungsglöckchen, in unmittelbarer Nähe zum Altar der katholischen Pfarrkirche zu Wittichenau bestattet.

## Legendenbildung und Gedenken

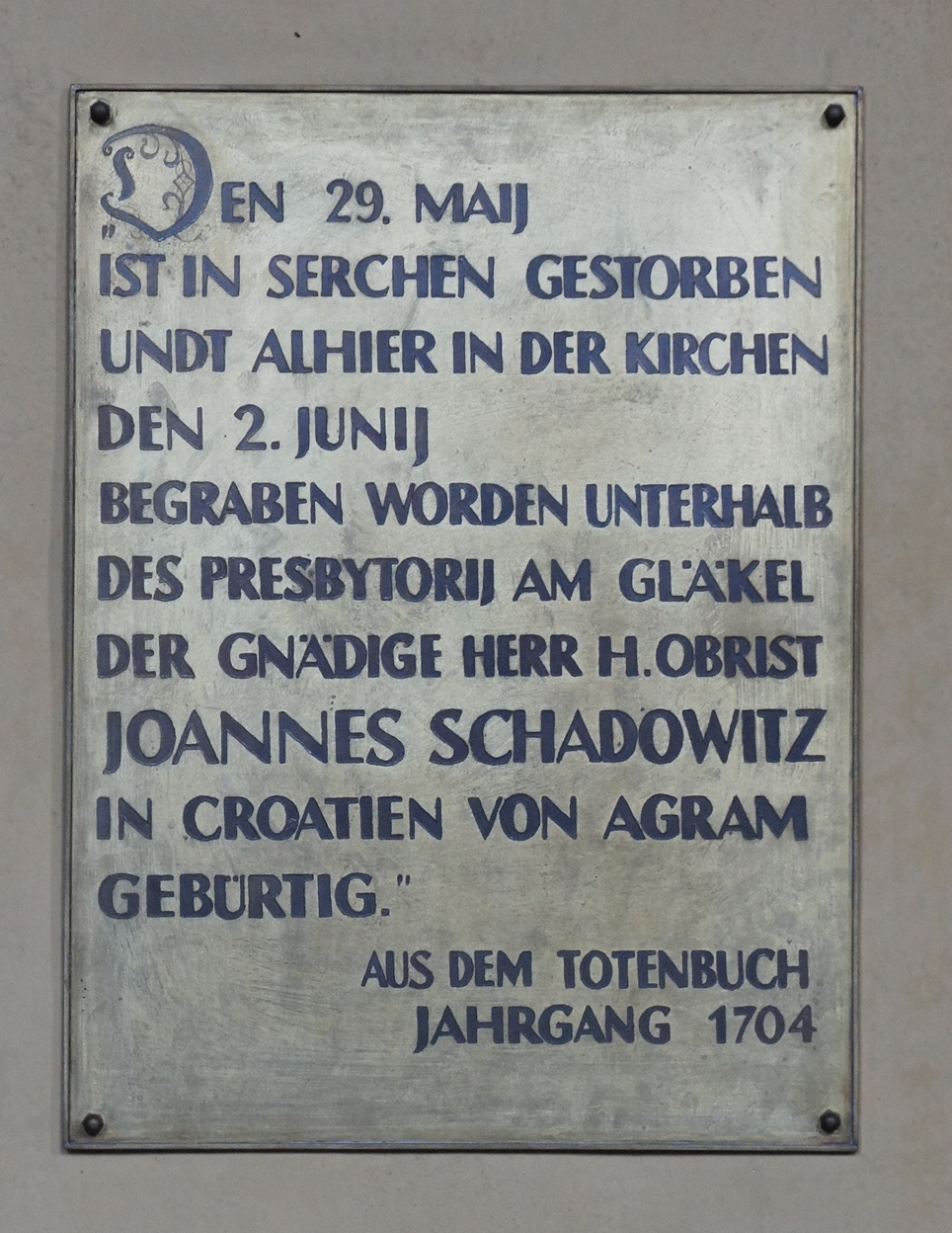
Gedenktafel für Schadowitz in der katholischen Kirche von Wittichenau (sorbisch Kulow)

Unter Schadowitz erlebte Särchen eine Blütezeit, was zur späteren Legendenbildung beitrug. Wegen seiner ungewöhnlichen Größe, seines Verhaltens, seiner merkwürdigen Aussprache des Sorbischen und seines Wissens wurde er von der Landbevölkerung als Zauberer angesehen. Schadowitz wurde von der Bevölkerung Krabat genannt, die ältere Form für Kroat (von veraltet kroatisch horvat; sorbisch chorwat). Im Jahr 1848 ist erstmals die Behauptung belegt, dass es sich bei Schadowitz und Krabat um dieselbe Person gehandelt haben soll:

„Im Jahre 1795, als man an dieselbe Stelle den Pfarrer Georg Brückner begrub, fand man daselbst noch den Degen des Obristen. Dieser Croat Schadowitz ist derselbe, der in unserer Gegend unter dem Namen Krabat bekannt ist: denn „Croat“ hat sich im Volksmund in „Krabat“ verwandelt. Der Croat war reich – Herr von Särchen – und stand in dem Rufe eines Schwarzkünstlers.“

Bei einer Gesamterneuerung der Pfarrkirche von Wittichenau in den Jahren 1933 bis 1935 durch den Dresdner Architekten Robert B. Witte wurde am 3. Juli 1933 das Grab von Schadowitz geöffnet. Seine aufgefundenen Gebeine wurden zusammengelegt, fotografiert und wieder beigesetzt.
Des durch Volkserzählung und Literatur in Erinnerung gebliebenen Schadowitz wurde besonders zu seinem 300. Todestag in Wittichenau und Groß Särchen feierlich gedacht. Am 29. Mai 2004 erfolgte in der Groß Särchener evangelischen Kirche die Uraufführung des vom Hoyerswerdaer Kantor Johannes Leue komponierten Te Deum Laudamus, durch drei Chöre, Solisten, Streicher und Bläser.

## Sonstiges
Vom 28. Januar bis 10. April 2020 fand im Ethnografischen Museum in Zagreb die Ausstellung mit dem Titel HRVATI - LJUDI IZA MITA - Janko Šajatović Krabat i hrvatske garde u Europi [Die Kroaten - Die Menschen hinter dem Mythos - Janko Šajatović Krabat und die kroatischen Garden in Europa] statt.